# Вестлок (муніципальний район)
Графство Вестлок (англ. Westlock County) — муніципальний район в Канаді, у провінції Альберта.

## Населення
За даними перепису 2016 року, муніципальний район нараховував 7220 жителів, показавши скорочення на 5,5%, порівняно з 2011-м роком. Середня густина населення становила 2,3 осіб/км².
З офіційних мов обидвома одночасно володіли 385 жителів, тільки англійською — 6 795, а 40 — жодною з них. Усього 690 осіб вважали рідною мовою не одну з офіційних, з них 20 — одну з корінних мов, а 45 — українську.
Працездатне населення становило 71,8% усього населення, рівень безробіття — 7,8% (9,7% серед чоловіків та 5,5% серед жінок). 65,8% були найманими працівниками, 33,4% — самозайнятими.
Середній дохід на особу становив $50 065 (медіана $35 005), при цьому для чоловіків — $62 582, а для жінок $36 022 (медіани — $44 971 та $27 430 відповідно).
30,5% мешканців мали закінчену шкільну освіту, не мали закінченої шкільної освіти — 26,4%, 43,1% мали післяшкільну освіту, з яких 17,1% мали диплом бакалавра, або вищий, 10 осіб мали вчений ступінь.
| Статево-вікова структура населення | Статево-вікова структура населення | Статево-вікова структура населення | Статево-вікова структура населення | Статево-вікова структура населення |
| ---------------------------------- | ---------------------------------- | ---------------------------------- | ---------------------------------- | ---------------------------------- |
|                                    |                                    |                                    |                                    |                                    |
| Всього                             | Всього                             | 51,5%48,5%                         |                                    |                                    |
| 0 — 14 років                       | 0 — 14 років                       |                                    | 19,3%                              | 19,3%                              |
| 15 — 64 років                      | 15 — 64 років                      |                                    | 63,5%                              | 63,5%                              |
| 65 і більше                        | 65 і більше                        |                                    | 17,2%                              | 17,2%                              |
| 85 і більше                        | 85 і більше                        |                                    | 0,8%                               | 0,8%                               |
| Середній вік (років)               | Середній вік (років)               | 41,440,4                           | 40,9                               | 40,9                               |
| Медіана (років)                    | Медіана (років)                    | 43,942,5                           | 43,2                               | 43,2                               |
| — чоловіки — жінки                 |                                    |                                    |                                    |                                    |

| Походження мешканців:     | Походження мешканців:     | Походження мешканців: | Походження мешканців: | Походження мешканців: |
| ------------------------- | ------------------------- | --------------------- | --------------------- | --------------------- |
| Походження                |                           |                       | осіб                  | %                     |
| Корінні американці        | Корінні американці        |                       | 635                   | 9.1%                  |
| Інше північноамериканське | Інше північноамериканське |                       | 2 310                 | 33.12%                |
| Європейське               | Європейське               |                       | 5 640                 | 80.86%                |
| британське                | британське                |                       | 3 160                 | 45.3%                 |
| французьке                | французьке                |                       | 1 255                 | 17.99%                |
| українське                | українське                |                       | 1 105                 | 15.84%                |
| Карибське                 | Карибське                 |                       | 10                    | 0.14%                 |
| Латинськоамериканське     | Латинськоамериканське     |                       | 20                    | 0.29%                 |
| Африканське               | Африканське               |                       | 25                    | 0.36%                 |
| Азійське                  | Азійське                  |                       | 70                    | 1%                    |
| Океанійське               | Океанійське               |                       | 10                    | 0.14%                 |

| Зайнятість населення за галузями (за класифікацією NOC): | Зайнятість населення за галузями (за класифікацією NOC): | Зайнятість населення за галузями (за класифікацією NOC): | Зайнятість населення за галузями (за класифікацією NOC): | Зайнятість населення за галузями (за класифікацією NOC): |
| -------------------------------------------------------- | -------------------------------------------------------- | -------------------------------------------------------- | -------------------------------------------------------- | -------------------------------------------------------- |
|                                                          |                                                          |                                                          |                                                          |                                                          |
| Управління                                               | Управління                                               |                                                          | 24,6%                                                    | 24,6%                                                    |
| Бізнес, фінанси та адміністрування                       | Бізнес, фінанси та адміністрування                       |                                                          | 10,5%                                                    | 10,5%                                                    |
| Природничі та прикладні науки                            | Природничі та прикладні науки                            |                                                          | 2,9%                                                     | 2,9%                                                     |
| Охорона здоров'я                                         | Охорона здоров'я                                         |                                                          | 5,1%                                                     | 5,1%                                                     |
| Освіта, правозахист, муніципальні та урядові служби      | Освіта, правозахист, муніципальні та урядові служби      |                                                          | 6,2%                                                     | 6,2%                                                     |
| Мистецтво, культура, відпочинок та спорт                 | Мистецтво, культура, відпочинок та спорт                 |                                                          | 1,1%                                                     | 1,1%                                                     |
| Роздрібна торгівля та послуги                            | Роздрібна торгівля та послуги                            |                                                          | 12,6%                                                    | 12,6%                                                    |
| Гуртова торгівля, транспорт та обладнання                | Гуртова торгівля, транспорт та обладнання                |                                                          | 24,4%                                                    | 24,4%                                                    |
| Природні ресурси, сільське господарство                  | Природні ресурси, сільське господарство                  |                                                          | 9,5%                                                     | 9,5%                                                     |
| Виробництво                                              | Виробництво                                              |                                                          | 3%                                                       | 3%                                                       |

## Населені пункти
До складу муніципального району входять містечко Вестлок, село Клайд, літнє село Ларкспур, а також хутори, інші малі населені пункти та розосереджені поселення.

## Клімат
Середня річна температура становить 2°C, середня максимальна – 20,9°C, а середня мінімальна – -22,5°C. Середня річна кількість опадів – 466 мм.
| Клімат поселення                              | Клімат поселення | Клімат поселення | Клімат поселення | Клімат поселення | Клімат поселення | Клімат поселення | Клімат поселення | Клімат поселення | Клімат поселення | Клімат поселення | Клімат поселення | Клімат поселення | Клімат поселення |
| Показник                                      | Січ.             | Лют.             | Бер.             | Квіт.            | Трав.            | Черв.            | Лип.             | Серп.            | Вер.             | Жовт.            | Лист.            | Груд.            |                  |
| Середній максимум, °C                         | −9,6             | −4,74            | 0,86             | 9,98             | 16,88            | 20,87            | 20,17            | 19,66            | 14,55            | 9,05             | −1,2             | −8,21            |                  |
| Середня температура, °C                       | −16,07           | −11,2            | −5,6             | 3,50             | 10,42            | 14,40            | 15,87            | 15,34            | 10,26            | 4,75             | −5,51            | −12,51           |                  |
| Середній мінімум, °C                          | −22,54           | −17,68           | −12,09           | −2,96            | 3,93             | 7,93             | 11,56            | 11,04            | 5,95             | 0,45             | −9,82            | −16,81           |                  |
| Норма опадів, мм                              | 25               | 12               | 19               | 30               | 44               | 93               | 87               | 58               | 37               | 23               | 23               | 15               |                  |
| Середньомісячна швидкість вітру, м/с          | 3.20             | 3.30             | 3.40             | 3.60             | 3.60             | 3.20             | 3.00             | 2.90             | 3.04             | 3.40             | 3.24             | 3.20             |                  |
| Середньомісячна сонячна радіація, кДж/м²·день | 3225             | 6673             | 11971            | 17236            | 20468            | 22014            | 21978            | 18257            | 12309            | 7216             | 3534             | 2299             |                  |
| --------------------------------------------- | ---------------- | ---------------- | ---------------- | ---------------- | ---------------- | ---------------- | ---------------- | ---------------- | ---------------- | ---------------- | ---------------- | ---------------- | ---------------- |
| Джерело:                                      |                  |                  |                  |                  |                  |                  |                  |                  |                  |                  |                  |                  |                  |